# Shire (rivier)
De Shire is een rivier van 402 km die een afwatering is van het Malawimeer en uitmondt in de Zambezi.
Het debiet van de Shire is afhankelijk van het waterpeil van het Malawimeer. Normaal gesproken stroomt er het hele jaar water, maar er zijn meldingen uit de jaren 30' die aangeven dat de rivier ook droog heeft gestaan door een droogte die meerdere jaren duurde.
- Gemeinsame Normdatei: 4295589-0
- Virtual International Authority File: 240469861